# 507 a.C.
Il 507 a.C. (DVII a.C. in numeri romani) è un anno  del VI secolo a.C.

## Eventi
- Roma:
  - Clelia, con altre nove ragazze, fugge dall'accampamento etrusco attraversando il Tevere a nuoto.
  - Consoli romani : Publio Valerio Publicola III, Marco Orazio Pulvillo II

## Nati
- Lu Ban, ingegnere, filosofo e inventore cinese († 440 a.C.)